# 風の中で
「風の中で」（かぜのなかで）は、日本の女性歌手、観月ありさの3枚目のシングル。

## 解説
- 自身が主演した東宝映画『超少女REIKO』の主題歌。
- デビュー作「伝説の少女」以来の尾崎亜美提供曲。アレンジャーは、アルフィー（デビュー当初）や所ジョージなどの編曲を手掛けた井上鑑が担当した。
- 当初はの1枚目のアルバム『ARISA』の収録曲として作られたが、本人が気に入ってしまったためにシングルとして先行リリースされた。
- 累計12万枚超え。
- プロモーションビデオは1992年に発売された『ARISA VIDEO CLIPS 1』ではオリジナルの映像が収録されているが、のちに発売されたDVD版では全面『超少女REIKO』の劇中の映像で編集されている。
- 尾崎亜美によるセルフカバーヴァージョンがアルバム『POINTS-3』に収録されている。

## 収録曲
1. 風の中で
作詞・作曲：尾崎亜美　編曲：井上鑑
東宝映画『超少女REIKO』主題歌。
2. Graduation 〜扉を抜けて〜
作詞・作曲：尾崎亜美　編曲：富田泰弘
WOWOW『ぞうのババール』イメージソング。

## 収録アルバム
- ARISA
- FIORE -ARISA COLLECTION-
- HISTORY～ALISA MIZUKI COMPLETE SINGLE COLLECTION～
- VINGT-CINQ ANS